# 1928 v hudbě
Tento článek obsahuje události související s hudbou, které proběhly v roce 1928.

## Události
- T-Bone Walker zahájil svou hudební kariéru

## Narození
- 26. února – Fats Domino, rock’n’rollový zpěvák a pianista
- 2. dubna – francouzský zpěvák Serge Gainsbourg
- 4. dubna – Monty Norman, autor titulní písně k filmům o Jamesi Bondovi[1]
- 4. května – Maynard Ferguson, kanadský jazzový trumpetista[2]
- 22. srpna – Karlheinz Stockhausen, německý hudební skladatel
- 15. září – Cannonball Adderley, jazzový saxofonista
- 10. listopadu – Ennio Morricone, skladatel filmové hudby
- 30. prosince – Bo Diddley, rock’n’rollový zpěvák a kytarista

## Zemřeli
- 12. srpen – český skladatel Leoš Janáček

## Vážná hudba
- 2. listopad – Symfonie č.1 Op.10 Dmitrije Šostakovče má premiéru ve Philadelphii pod taktovkou Leopolda Stokowského
- 22. listopad – v Paříži mělo premiéru Bolero Maurice Ravela
- Béla Bartók – Smyčcový kvartet č. 4

## Opera
- Dmitrij Šostakovič dokončil avantgardní operu Nos